# Balaradin
Balaradin is een bestuurslaag in het regentschap Tegal van de provincie Midden-Java, Indonesië. Balaradin telt 5010 inwoners (volkstelling 2010).